# 1035 Amata
1035 Amata är en asteroid i huvudbältet som upptäcktes den 29 september 1924 av den tyske astronomen Karl Wilhelm Reinmuth. Dess preliminära beteckning var 1924 SW. Asteroiden namngavs senare efter Amata i den romerska mytologin, avseende hustrun till Latinus, modern till Lavinia.
Simonas senaste periheliepassage skedde den 24 juli 2024. Dess rotationstid har beräknats till 9,081 timmar.